# Elektrika in magnetizem
Eléktrika ín magnetízem se obravnava skupaj, saj so električni in magnetni pojavi povezani. Veja fizike, ki se ukvarja z njimi, se včasih imenuje tudi elektrodinamika. Preučuje elektromagnetno valovanje, električno in magnetno polje ter pripadajoče potenciale, ter dinamiko električno nabitih teles. Osnova tem pojavom je elektromagnetna sila, ki – poleg močne jedrske sile, šibke jedrske sile in težnosti – spada med štiri osnovne sile v naravi.
Beseda elektromagnetizem izvira iz dveh grških izrazov, starogrško ἤλεκτρον, latinizirano: ēlektron, dob. ''jantar'' in starogrško μαγνῆτις λίθος, latinizirano: magnētis lithos, dob. 'magnetski kamen', to je vrsto železove rude. Elektromagnetni pojavi so posledica učinkovanja elektromagnetne sile, imenovane tudi Lorentzeve sile, ki vključuje tako elektriko kot magnetizem kot različni manifestaciji istega pojava.
Elektromagnetna sila igra pomembno vlogo, kar se tiče značilnosti večine predmetov, ki se srečujejo v vsakdanjem življenju. Snov v njih oblikujejo elektromagnetne sile med posameznimi atomi in molekulami v njej, pa tudi med jedri atomov v njej in oblaki elektronov, ki jedra obdajajo. Elektromagnetna sila veže elektrone na atomska jedra, oblika oblaka elektronov in njihov vpliv na bližnje atome pa je odločilno vpliva na značilnosti snovi.  
Obstajajo številni matematični opisi elektromagnetnega polja. V klasični elektrodinamiki so električna polja opisana kot električni potencial in električni tok. V Faradayevem zakonu so magnetna polja povezana z elektromagnetno indukcijo in magnetizmom, Maxwellove enačbe končno pa opisujejo, kako električna in magnetna polja nastajajo in se spreminjajo pod medsebojnim vplivom, vplivom nabojem in vplivom tokov
Teoretične posledice elektromagnetizma, zlasti določitev hitrosti svetlobe, ki temelji na značilnostih »medija« razširjanja (prepustnost in prožnost), je pripeljala do razvoja Einsteinove posebne teorije relativnosti leta 1905. Čeprav se elektromagnetizem šteje za eno od štirih glavnih sil, se pri visoki energiji šibka sila in elektromagnetna sila združita v eno samo, tako imenovano elektrošibko silo.

## Zgodovina teorije
Prvotno sta elektrika in magnetizem veljali za dve ločeni sili. Vendar se je ta pogled leta 1873 spremenil z objavo  Razprave o električni energiji in magnetizmu, v kateri njen avtor James Clerk Maxwell dokaže, da medsebojno delovanje pozitivnih in negativnih nabojev posledica ene same sile. To medsebojno delovanje ima štiri glavne učinke, kot so poizkusi jasno dokazali
1. Električni naboji delujejo drug na drugega s silo, ki je obratno sorazmerna kvadratu razdalje med njimi: enaki naboji se odbijajo, nasprotni privpačujejo
2. Magnetni poli (ali polarizacijska stanja na posameznih točkah) se privlačijo ali odbijajo na način, ki je podoben pozitivnim in negativnim nabojem; pri tem vedno obstajajo kot pari: vsak severni pol priključen na južni pol.
3. Električni tok znotraj žice ustvarja ustrezno magnetno polje okoli vodnika. Smer polja (v smeri urinega kazalca ali v protiurni smeri) je odvisna od smeri toka skozi prevodnik.
4. V prevodni zanki, ki se premika skozi magnetno polje, ali če se relativno nanjo - v mirujočem stanju - premika magnetno polje, pride do toka električnih nabojev; smer toka je odvisna od smeri premika, ki do toka vodi.

Med pripravo na večerno predavanje je je 21. aprila 1820 Hans Christian Ørsted je opazil nekaj presenetljivega.  Opazil jel, da se igla kompasa odmakne od magnetnega severa, če vklopi  električni tok iz uporabljenega akumulatorja. Ta odmik je bil zanj prepričljiv dokaz za to, da se prevodniki, skozi katere teče eletrični tok, obdajajo z magnetnim poiljem, tako kot je to pri svetlobi in toploti: s tem je potrdil neposreden odnos med električno energijo in magnetizmom.
V trenutku, ko je je odkril ta medsebojni vliv,  Ørsted ni imel nobene zadovoljive razlage zanj in ga tudi ni poskusil predstaviti v matematični okvir. Tri mesece kasneje pa se je začel intenzivnejše ukvarjati s temo. Kmalu zatem je objavil svoje ugotovitve, ki dokazujejo, da električni tok skozi prevodnik  producira magnetno polje. V čast njegovih prispevkov na področju elektromagnetizma nosi enota magnetne indukcije CGS njegovo ime (oersted).
Pod njegovim vplivom je francoski fizik André-Marie Ampère razvil matematično predstavitev magnetnih sil med pprevodniki. Ørstedovo odkritje je pomenilo tudi velik korak v smeri enotnega koncepta energije.

To poenotenje, ki ga je prvi pojasnil Michael Faraday, razširil James Clerk Maxwell, delno pa preoblikovala Oliver Heaviside in Heinrich Hertz, je eno od ključnih dosežkov matematične fizike 19. stoletja. Imelo je daljnosežne posledice, med drugim tudi za razumevanje narave svetlobe. Elektromagnetno teorijo svetlobe in drugih  elektromagnetnih valov je kasneje obogatila kvantna mehanika z ugotovitvijo, da gre pri tem hkrati za valove in za delce - tako imenovane fotone. Različne frekvence nihanja povzročajo različne oblike elektromagnetnega sevanja, od radijskih valov pri najnižjih frekvencah, do vidne svetlobe pri vmesnih frekvencah in do gama žarkov na najvišjih frekvencah.

## Osnove elektrodinamike
Osnovo za elektrodinamiko predstavljajo Maxwellove enačbe, ki poenoteno opisujejo električne in magnetne pojave.
Iz homogenih Maxwellovih enačb se da pokazati, da se lahko jakost električnega polja E in gostoto magnetnega polja B enotno opiše s skalarnim potencialom {\displaystyle \phi \!\,} in vektorskim potencialom A:
{\displaystyle \mathbf {E} =-\nabla \phi -{\frac {\partial \mathbf {A} }{\partial t}}}
{\displaystyle \mathbf {B} =\nabla \times \mathbf {A} }
Dejstvo, da nastopa vektorski potencial tako v električnem kot v magnetnem polju, kaže na to, da sta električno in magnetno polje pravzaprav dve predstavitvi enega samega elektromagnetnega polja. Isto se pokaže tudi v relativistični obravnavi elektrodinamike, kjer električno in magnetno polje nastopajo le kot komponente tenzorja elektromagnetnega polja.
Z vrednostmi električnega in magnetnega polja potenciala {\displaystyle \phi } in A še nista povsem določena. Najde se lahko več takih potencialov {\displaystyle \phi } in A, ki privedejo k enakim fizikalnim zakonom. Takšne potenciale povezuje umeritvena transformacija:
{\displaystyle \mathbf {A} '(\mathbf {r} ,t)=\mathbf {A} (\mathbf {r} ,t)-\nabla \psi (\mathbf {r} ,t)}
{\displaystyle \phi '(\mathbf {r} ,t)=\phi (\mathbf {r} ,t)+{\frac {\partial \psi (\mathbf {r} ,t)}{\partial t}}}
Pri tem je ψ(r,t) poljubno skalarno polje.

## Količine in enote
Enote za elektromagnetizem so del sistema enot za elektriko, ki v osnovi temeljijo na magnetnih lastnosti električnega toka. Osnovna SI enota je amper. Enote so:
- amper (električni tok)
- coulomb (električni naboj)
- farad (kapacitivnost)
- henry (induktivnost)
- om (upornost)
- tesla (gostota magnetnega polja)
- volt (električni potencial)
- vat (moč)
- weber (magnetni pretok)

| Enote SI za elektromagnetizem | Enote SI za elektromagnetizem                  | Enote SI za elektromagnetizem | Enote SI za elektromagnetizem | Enote SI za elektromagnetizem  |
| simbol                        | ime količine                                   | izpeljane enote               | enota                         | osnovne enote                  |
| ----------------------------- | ---------------------------------------------- | ----------------------------- | ----------------------------- | ------------------------------ |
| I                             | električni tok                                 | amper (osnovna enota SI)      | A                             | A (= W/V = C/s)                |
| Q                             | električni naboj                               | coulomb                       | C                             | A·s                            |
| U, ΔV, Δφ; E                  | električna napetost; jakost električnega polja | volt                          | V                             | J/C = kg·m2·s−3·A−1            |
| R; Z; X                       | električni upor; impedanca; reaktanca          | om                            | Ω                             | V/A = kg·m2·s−3·A−2            |
| ρ                             | specifična upornost                            | om meter                      | Ω·m                           | kg·m3·s−3·A−2                  |
| P                             | električna energija                            | vat                           | W                             | V·A = kg·m2·s−3                |
| C                             | kapacitivnost                                  | farad                         | F                             | C/V = kg−1·m−2·A2·s4           |
| E                             | jakost električnega polja                      | volt na meter                 | V/m                           | N/C = kg·m·A−1·s−3             |
| D                             | gostota električnega polja                     | coulomb na kvadratni meter    | C/m2                          | A·s·m−2                        |
| ε                             | dielektričnost                                 | farad na meter                | F/m                           | kg−1·m−3·A2·s4                 |
| χe                            | električna susceptibilnost                     | (brezrazsežna)                | -                             | -                              |
| G; Y; B                       | prevodnost; admitanca; susceptanca             | siemens                       | S                             | Ω−1 = kg−1·m−2·s3·A2           |
| κ, γ, σ                       | prevodnost                                     | siemens na meter              | S/m                           | kg−1·m−3·s3·A2                 |
| B                             | gostota magnetnega polja, magnetna indukcija   | tesla                         | T                             | Wb/m2 = kg·s−2·A−1 = N·A−1·m−1 |
| Φ, ΦM, ΦB                     | magnetni pretok                                | weber                         | Wb                            | V·s = kg·m2·s−2·A−1            |
| H                             | jakost magnetnega polja                        | amper na meter                | A/m                           | A·m−1                          |
| L, M                          | induktivnost                                   | henry                         | H                             | Wb/A = V·s/A = kg·m2·s−2·A−2   |
| μ                             | permeabilnost                                  | henry na meter                | H/m                           | kg·m·s−2·A−2                   |
| χ                             | magnetna susceptibilnost                       | (brezrazsežna)                | -                             | -                              |
| J                             | gostota toka                                   | ampere na kvadratni meter     | A/m2                          | C⋅m−2⋅s−1                      |

## Posebni primeri
Elektrostatika se omejuje na obravnavo primerov, v katerih električni naboji mirujejo, električno polje pa se s časom ne spreminja.
Magnetostatika obravnava magnetna polja, ki se s časom ne spreminjajo. Ta približek ustreza zahtevi po konstantnih električnih tokovih. V tem približku se lahko obravnava elektromagnetno indukcijo.
V kvazistacionarnem približku se zanemari premikalni tok. Približek je primeren za razmeroma nizke frekvence elektromagnetnega polja.
V splošni obravnavi elektromagnetnega valovanja se ne uporabi nobenega od zgornjih približkov.
Posebne primere elektrodinamike se lahko ponazori s preglednico, v kateri se pokaže, kakšne približke Maxwellovih enačb se uporablja v katerem od primerov.
| elektrostatika                                      | magnetostatika                                          | kvazistacionarno polje                                                                  | elektromagnetno valovanje                                                                           |
| --------------------------------------------------- | ------------------------------------------------------- | --------------------------------------------------------------------------------------- | --------------------------------------------------------------------------------------------------- |
| {\displaystyle \nabla \times \mathbf {E} =0}        | {\displaystyle \nabla \times \mathbf {E} =0}            | {\displaystyle \nabla \times \mathbf {E} =-{\frac {\partial \mathbf {B} }{\partial t}}} | {\displaystyle \nabla \times \mathbf {E} ={\frac {\partial \mathbf {B} }{\partial t}}}              |
| {\displaystyle \nabla \cdot \mathbf {D} =\rho _{e}} | {\displaystyle \nabla \cdot \mathbf {D} =\rho _{e}}     | {\displaystyle \nabla \cdot \mathbf {D} =\rho _{e}}                                     | {\displaystyle \nabla \cdot \mathbf {D} =\rho _{e}}                                                 |
| /                                                   | {\displaystyle \nabla \times \mathbf {H} =\mathbf {j} } | {\displaystyle \nabla \times \mathbf {H} =\mathbf {j} }                                 | {\displaystyle \nabla \times \mathbf {H} =\mathbf {j} +{\frac {\partial \mathbf {D} }{\partial t}}} |
| /                                                   | {\displaystyle \nabla \cdot \mathbf {B} =0}             | {\displaystyle \nabla \cdot \mathbf {B} =0}                                             | {\displaystyle \nabla \cdot \mathbf {B} =0}                                                         |